# 德賴克里克鎮區 (密蘇里州瑪麗縣)
德賴克里克鎮區（英語：Dry Creek Township）是位於美國密蘇里州瑪麗縣的一個行政鎮區。

## 地方資料
德賴克里克鎮區的面積為144.13平方千米，當中陸地面積為143.11平方千米，而水域面積為1.02平方千米。根據2020年美國人口普查的數據，當地共有人口625人，而人口密度為每平方千米4.34人。